# Žlkovce
Žlkovce est un village de Slovaquie situé dans la région de Trnava.

## Histoire
Première mention écrite du village en 1229.

## Démographie

### Évolution de la population
| Année:               | 1994. | 2004.   | 2014.   | 2024.   |
| -------------------- | ----- | ------- | ------- | ------- |
| Nombre de personnes: | 624   | 648     | 659     | 627     |
| Différence:          |       | +3,84 % | +1,69 % | -4,85 % |

| Année:               | 2023. | 2024.   |
| -------------------- | ----- | ------- |
| Nombre de personnes: | 646   | 627     |
| Différence:          |       | -2,94 % |